# Erezione post mortem
Un'erezione mortale, chiamata anche lussuria angelica o erezione terminale, è un'erezione che si verifica dopo la morte, tecnicamente un priapismo, osservata nei cadaveri di alcuni uomini giustiziati, in particolare per impiccagione.

## Panoramica
Il fenomeno è stato attribuito alla pressione sul cervelletto creata dal cappio. Vi sono evidenze scientifiche che collegano il priapismo a lesioni del midollo spinale. Le lesioni al cervelletto o al midollo spinale sono spesso associate al priapismo nei pazienti vivi.
È stato osservato che la morte per impiccamento, causata da un'esecuzione o per suicidio, può alterare i genitali di uomini e donne. Nelle donne, le labbra e il clitoride possono diventare congestionati e può esserci una fuoriuscita di sangue dalla vagina mentre negli uomini, «uno stato di erezione più o meno completo del pene, con fuoriuscita di urina, muco o liquido prostatico. È un evento frequente [...] registrato in un caso su tre». Anche altre cause di morte possono provocare questi effetti, inclusi colpi di arma da fuoco alla testa, danni ai principali vasi sanguigni e morte violenta per avvelenamento. Una erezione post mortem spesso indica che la morte è stata probabilmente rapida e violenta.